# Chrístos Karkamánis
Chrístos Karkamánis (en grec : Χρήστος Καρκαμάνης), né le 22 septembre 1969 à Salonique, est un joueur de football grec ayant occupé le poste de gardien de but.

## Carrière
Karkamánis débute sous les couleurs de sa ville natale lors du championnat 1987-1988; pour sa première saison le club finit 9e. Ensuite, l'Aris finit dans la première moitié de tableau, en terminant 7e ou 9e bien souvent. L'Aris parvient à obtenir une place européenne lors du championnat 1993-1994 où l'Aris prend une 4e place et se qualifie pour la Coupe UEFA 1994-1995 où le club se fera éliminer dès son entrée en lice au premier tour face aux Polonais du GKS Katowice. Karkamánis participe à la Coupe du monde 1994 et joue le dernier match de la Grèce dans cette compétition face au Nigeria où il encaissera deux buts.
Le club n'arrivera plus à obtenir un billet et dévalera en seconde division après avoir fini 16e sur 18 lors de la saison 1996-1997 ; le club écopera lors de cette même saison de trois points de pénalité pour avoir oublié de présenter les licences des joueurs alors que le club affrontait l'Athinaikos. L'Aris remonte en D1 après avoir été champion de D2 en 1997-1998 et prend une 6e place au championnat 1998-1999.
Karkamánis quitte l'Aris pour le voisin l'Iraklis Thessalonique où il finit sixième en 1999-2000 et se qualifiera pour la Coupe UEFA 2000-2001. Sa dernière saison se termine par une 5e position avant qu'il ne s'engage envers des clubs plus modestes.

## Palmarès
- Championnat de Grèce de football D2: 1997-1998